# 第百一号型魚雷艇
| 第百一号型魚雷艇 | 第百一号型魚雷艇                               |
| ---------------- | ---------------------------------------------- |
| 第百一号型魚雷艇 |                                                |
| 艦級概観         |                                                |
| 艦種             | 魚雷艇                                         |
| 艦名             |                                                |
| 前級             |                                                |
| 次級             |                                                |
| 要目             |                                                |
| 排水量           | 17トン（第百一号型）                           |
| 全長             | 18.60m                                         |
| 全幅             | 3.80m                                          |
| 吃水             | 0.70m                                          |
| 機関             | ローレイン式ガソリンエンジン3基 3軸、1,350馬力 |
| 速力             | 33.25ノット（オランダ海軍時）                  |
| 航続距離         | 30ノットで310海里                              |
| 燃料             | ガソリン                                       |
| 乗員             |                                                |
| 兵装             | 45cm魚雷落射機2基 7.7mm機銃1挺 爆雷4個         |

第百一号型魚雷艇（だいひゃくいちごうがたぎょらいてい）は日本海軍の捕獲魚雷艇。太平洋戦争緒戦にスラバヤで捕獲した元オランダ海軍魚雷艇。
要目がほぼ同様な第百二号型魚雷艇（だいひゃくにごうがたぎょらいてい）、第百十三号型魚雷艇（だいひゃくじゅうさんごうがたぎょらいてい）も合わせて記述する。

## 第百一号型
旧オランダ・スラバヤ工廠で建造されたTM4型魚雷艇。船体はステンレス鋼製で1942年（昭和17年）にスラバヤで沈没状態にあったのを捕獲、第百二工作部で同年から1944年（昭和19年）にかけて整備した。オランダ海軍時は33.25ノットだったが整備後の速力は33ノットから30ノットに落ちていた。1942年（昭和17年）8月に101号が海軍水雷学校所属となった他は現地で使用され、4隻が沈没したと言われている。同型艇は第百一号、第百九号、第百十号、第百十一号、第百十二号、第百十五号、第百十七号、第百十八号、第百十九号、第百二十号魚雷艇の10隻。排水量17トン。

## 第百二号型
第百一号と同じくスラバヤで捕獲したTM4型の未成魚雷艇。同地で第百二工作部が組み立てて完成させた。1945年（昭和20年）に竣工、同型艇は第百二号から第百八号魚雷艇の7隻。排水量20トン。

## 第百十三号型
第百一号と同じくスラバヤで沈没状態にあったTM4型魚雷艇を第百二工作部が整備したもの。1943年（昭和18年）5月に整備完成、ラバウル方面で使用された。同型艇は第百十三号、第百十六号魚雷艇の2隻。排水量18トン。